# Décès en 1076
Décès
- 1072
- 1073
- 1074
- 1075
- 1076
- 1077
- 1078
- 1079
- 1080

Cette page dresse une liste de personnalités mortes au cours de l'année 1076 :
- 27 février : Godefroy III le Bossu, Godefroid III de Basse-Lotharingie ou Godefroid III d'Ardenne, duc de Basse-Lotharingie.
- 18 mars, Ermengarde d'Anjou, princesse de la famille des Ingelgeriens.
- 21 mars : Robert Ier de Bourgogne, duc de Bourgogne, comte de Charolais, de Langres et d'Auxerre.
- 28 avril : Sven II Estridsen, roi de Danemark de 1047 à 1076.
- 31 mai : Waltheof de Northumbrie, dernier comte anglo-saxon d'Angleterre, exécuté.
- 4 juin : Sanche IV de Navarre, roi de Pampelune.
- 20 août : Main (évêque de Rennes).
- 28 octobre : Ibn Hayyan, historien andalou.
- 27 décembre : Sviatoslav II, Grand-prince de Kiev.

- Arnost, évêque de Rochester.
- Béatrice de Bar, marquise de Toscane, puis duchesse de Basse-Lotharingie.
- Gagik II d'Arménie, roi d'Arménie.
- Judith d'Évreux, noble normande, comtesse de Sicile.
- Liébert de Cambrai, évêque de Cambrai.
- Markwart d'Eppenstein, comte dans le Viehbachgau puis comte en Carinthie, Margrave d'Istrie et duc de Carinthie.
- Raimond-Bérenger Ier de Barcelone, comte de Barcelone, de Gérone, d'Osona, de Carcassonne et de Razès.
- Wédric le Barbu, noble français.
- Guillaume Ier de Ponte (en), évêque d'Utrecht.

## Crédit d'auteurs
- Cet article est partiellement ou en totalité issu de l'article intitulé « 1076 » (voir la liste des auteurs).